# Parti communiste chinois
Pour les articles homonymes, voir Parti communiste et CPC.
Le Parti communiste chinois (PCC), officiellement le Parti communiste de Chine (chinois simplifié : 中国共产党 ; chinois traditionnel : 中國共産黨 ; pinyin : Zhōngguó Gòngchǎndǎng ; en anglais, Communist Party of China ; CPC), est un parti politique chinois fondé en 1921. Il dirige la république populaire de Chine (RPC) depuis la fondation de celle-ci en 1949, et constitue de facto le parti unique du pays. Depuis son accession au pouvoir, le PCC contrôle la politique de la Chine à tous les niveaux.
Fin décembre 2024, le parti compte 100,3 millions de membres, ce qui en fait le deuxième plus grand parti politique au monde en termes d'adhésion. 

## Histoire

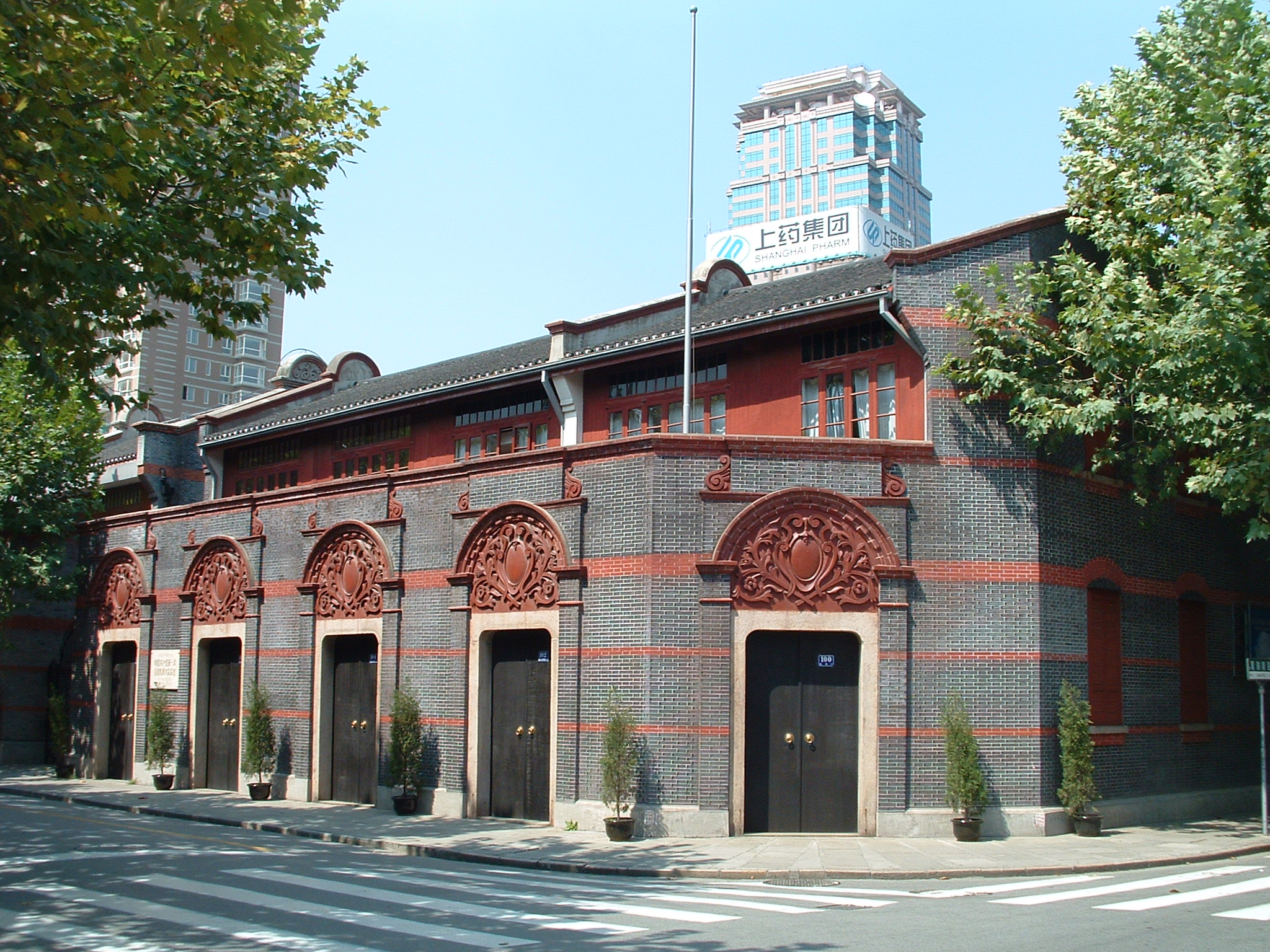
76, Xingye Lu (rue Huangpi) dans l'ancienne concession française de Shanghai, où s'est tenue la première réunion secrète du Parti communiste chinois le 23 juillet 1921.

Le premier congrès a lieu dans le plus grand secret, le 23 juillet 1921 au sein de la concession française de Shanghai dans une maison de briques grises de l'actuel Xintiandi appartenant à Li Hanjun un sympathisant de la première heure. Cette bâtisse récente sise au no 76 de la rue Huangpi (50, rue Wantz à l'époque), accueille 13 délégués venus de six provinces et municipalités, représentants un effectif total de 57 adhérents pour l'ensemble de la Chine. Les délégués étaient logés dans une école de filles fermée à cette époque de l'année, et qui était située à proximité.
Les deux plus importants personnages sont Chen Duxiu et Li Dazhao. Chen Duxiu est le principal porte-parole du mouvement du 4 Mai. Mao Zedong fait partie des 13 membres fondateurs en tant que chef de la province du Hunan, mais n’a pris aucune part active aux débats, face aux autres participants impliqués depuis plus longtemps que lui dans la cause révolutionnaire.
La police française étant sur le point d’intervenir, la réunion dut être interrompue en catastrophe. Le Congrès acheva ses travaux peu après à bord d'un bateau naviguant sur le lac Nan (en) en plein centre de la ville de Jiaxing, dans la province du Zhejiang, entre Shanghai et Hangzhou. Le 1er bureau central du Parti qui s'y tient le 31 juillet 1921, désigna Chen Duxiu comme secrétaire général et Zhang Guotao comme directeur de l'Organisation.
Pendant ses premières années d'existence, le PCC est soutenu par l'Internationale communiste et allié avec le Kuomintang de Sun Yat-sen. À la mort de Sun Yat-Sen en 1925, Tchang Kaï-chek, nouveau chef du Kuomintang, se retourne contre son ancien allié. C'est le début de la guerre civile chinoise. La lutte devient très difficile pour les communistes à partir de 1928 lorsque le Kuomintang prend le pouvoir en Chine.
Dans les années suivantes, les communistes chinois mènent une action de guérilla, réussissant à établir la République soviétique chinoise à partir de 1931. Mais en 1934, balayés par les troupes de Tchang Kaï-chek, ils doivent fuir, entamant une longue retraite, la « Longue Marche », au cours de laquelle Mao émerge comme chef incontesté.
La seconde guerre sino-japonaise établit une trêve précaire entre communistes et nationalistes qui ont alors comme souci commun de repousser l'envahisseur japonais et forment le deuxième front uni. Dès la fin de la guerre, le conflit reprend entre les deux partis. C'est durant cette période que s'affirme l'unité doctrinale du PCC, avec un endoctrinement poussé de ses cadres et une discipline stricte à l'encontre des voix discordantes, comme l'écrivaine Ding Ling, qui doit finalement se rétracter. La collégialité au niveau de la direction du parti disparaît au profit du pouvoir personnel de Mao.
Le Parti révolutionnaire du peuple de Mongolie-Intérieure qui avait été fondé en octobre 1925, fusionne avec le Parti communiste chinois le 20 avril 1947, renforçant les rangs communistes en Chine.
L'issue de la guerre civile entre le Kuomintang et le PCC est une victoire communiste, avec la proclamation le 1er octobre 1949 de la république populaire de Chine. Tchang Kaï-chek fuit vers l'île de Taïwan où il refonde la république de Chine à Taïwan en décembre. Kuomintang et PCC restent en conflit non-armé jusqu'en 2005 avec la signature d'accords entre les deux partis.

Drapeau du parti.

En 1939, 10 ans avant la prise de pouvoir du Parti communiste chinois de Mao Zedong en Chine, Phuntsok Wangyal a fondé le Parti communiste tibétain alors qu’il était encore à l'école dans le Xikang, province orientale du plateau tibétain. Il avait alors un double objectif : prendre le dessus sur les éléments progressifs pour mettre en place un programme de modernisation et de réforme démocratique, et renverser dans le Xikang le régime de Liu Wenhui, un des seigneurs de la guerre chinois aligné sur le Kuomintang.
Son but était un Tibet indépendant unifié, et la transformation fondamentale de sa structure sociale féodale. Il a été expulsé de Lhassa en 1949 par le gouvernement tibétain du Ganden Phodrang. En 1949, pour rejoindre la guérilla des communistes chinois, Phünwang a dû fusionner son Parti communiste tibétain avec le Parti communiste chinois de Mao Zedong à la demande des militaires chinois, et donc abandonner son projet d'un Tibet communiste indépendant auto-gouverné.
En 1949, après leur victoire militaire, les dirigeants du Parti communiste chinois s’installent dans le Zhongnanhai, une dépendance de la Cité interdite à Pékin. Un important ensemble résidentiel et administratif s'implante, protégé de longs murs rouges. Quelques centaines d’entre eux, avec leurs collaborateurs et leurs familles, y cohabitent.
En 1969, le 9e Bureau politique désigne Lin Biao comme le successeur de Mao. Mais ce nouveau bureau politique est bien loin d'être uni. Trois factions s'y opposent, recevant chacune à son tour le soutien de Mao Zedong. Lin Biao (le successeur officiel) avec son allié Chen Boda, Zhou Enlai (le Premier ministre) et enfin Jiang Qing (la femme de Mao) soutenue par le « groupe de Shanghaï » qui deviendra ultérieurement la bande des Quatre. Ces clans prennent tour à tour la direction du régime communiste jusqu'à la mort du Grand Timonier en 1976. Lin Biao est éliminé en 1971, accusé d'avoir comploté contre Mao Zedong. Puis, après la mort de Mao Zedong en 1976, c'est Jiang Qing et la bande des Quatre qui sont arrêtés alors qu'ils préparaient un coup d'État pour prendre le pouvoir. En 1981, le comité central du Parti communiste chinois estime que Mao Zedong est le responsable de la révolution culturelle, indiquant dans son rapport Résolution sur l'histoire du Parti : « La révolution culturelle, qui se déroula de mai 1966 à octobre 1976, a fait subir au Parti, à l'État et au peuple les revers et les pertes les plus graves depuis la fondation de la RPC. Elle fut déclenchée et dirigée par le camarade Mao Zedong… ».

## Organisation
Le Parti communiste chinois est composé de 11 millions de cadres, de 80 millions de membres répartis dans 3,9 millions d'organisations de base. La sinologue Marie-Claire Bergère indique que le parti présente toujours une « organisation pyramidale » : le congrès est à sa tête. Les membres du congrès sont « théoriquement élus mais en réalité désignés ». Le congrès nomme les membres du comité central, de celui-ci est issu le bureau politique qui désigne enfin les membres du comité permanent. Ce dernier échelon détient le pouvoir suprême.

### Historique
Le parti fut dirigé de fait par Mao Zedong à partir de 1935, et officiellement à partir de son VIIe congrès le 23 avril 1945. La structure du parti a été partiellement détruite pendant la révolution culturelle et remplacée par l'Armée populaire de libération. À la suite de la mort de Lin Biao en 1971, l'APL perd peu à peu son pouvoir au profit du PCC. Deng Xiaoping continue la réforme du PCC à partir de 1978.
En Chine chaque poste à responsabilité (juge, chef d'entreprise, etc) est doublé d'un poste politique, sauf lorsque le responsable occupe un niveau suffisant dans l'organisation du parti. Cette « non-séparation des pouvoirs » et les conflits d'intérêts qui en découlent expliquent en partie les problèmes endémiques de corruption au sein du parti[réf. nécessaire].
Le Congrès est l'organe majeur du Parti communiste chinois. Il se réunit, en principe, au moins une fois tous les cinq ans. À l'issue des travaux du congrès d'octobre 2007, Hu Jintao est reconduit dans ses fonctions de secrétaire général du parti, président de la République et chef de l'armée.
En novembre 2012, le congrès désigne Xi Jinping comme secrétaire général du Parti communiste chinois,. Il est reconduit en 2022 pour un troisième mandat.

### Schéma de l'organisation de la direction du PCC
|  |  |  |  |  |  | Secrétaire général                                     |  |  |  |  |  |  |  |
|  |  |  |  |  |  | Comité permanent7 membres (dont le secrétaire général) |  |  |  |  |  |  |  |
|  |  |  |  |  |  |                                                        |  |  |  |  |  |  |  |
|  |  |  |  |  |  | Bureau politique19 à 25 membres                        |  |  |  |  |  |  |  |
|  |  |  |  |  |  |                                                        |  |  |  |  |  |  |  |
|  |  |  |  |  |  | Comité central200 membres                              |  |  |  |  |  |  |  |
|  |  |  |  |  |  |                                                        |  |  |  |  |  |  |  |
|  |  |  |  |  |  | Parti92 millions de membres                            |  |  |  |  |  |  |  |

### Principaux organes du Parti
- Secrétaire général du Parti communiste chinois
- Comité permanent du bureau politique du Parti communiste chinois (7 membres)
- Bureau politique du Parti communiste chinois (25 membres)
- Comité central du Parti communiste chinois (environ 200 membres)
- Commission militaire centrale (RPC) (8 membres)
- Commission centrale des affaires étrangères
- Comité central pour l'inspection disciplinaire du Parti communiste chinois (26 membres) :
  - Secrétaire : Zhao Leji depuis octobre 2017, c'est l'un des 7 membres du Secrétariat général du Parti communiste.
- Département de la propagande du Comité central du Parti communiste chinois

### Renouvellement des instances dirigeantes
Le Parti communiste chinois, qui dirige le pays depuis 1949, a mis en place un système de renouvellement des directions centrales. Les principaux responsables de l’organisation et de l’État ; le secrétaire général du Parti, qui est aussi président de la République, le Premier ministre et le président de l’Assemblée nationale populaire. Auparavant le nombre de mandats se limitait à deux soit une durée de 10 ans. Mais depuis la réforme constitutionnelle du 11 mars 2018 cette limitation est caduque. L’âge limite pour les membres des hautes instances nationales (Comité central, Bureau politique, Comité permanent) est fixé à 68 ans.
Li Rui préconise une réforme du système politique chinois en instituant la démocratie au sein du Parti communiste. Par exemple lors des élections le nombre de candidats devrait être supérieur au nombre de postes à pourvoir.

### Secrétaires généraux et présidents
Martine Bulard indique que les critères de désignation des nouveaux promus sont inconnus « la succession au sein du PCC se prépare dans le plus grand secret, au moyen d’obscurs jeux de pouvoir, d’intrigues machiavéliques, d’actes d’allégeance et de coups bas ».

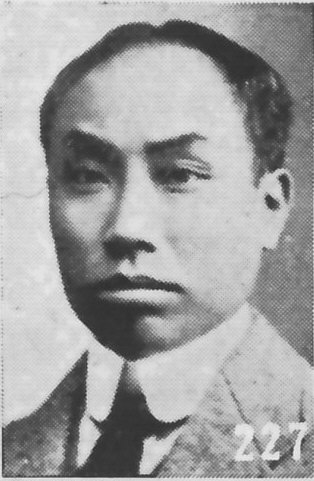
Chen Duxiu (en poste : 1921-1922, 1925-1927[42]) 1er secrétaire général
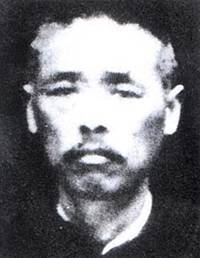
Xiang Zhongfa (en poste : 1927-1931)
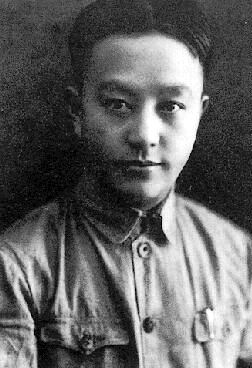
Wang Ming (intérim : 1931-1932)
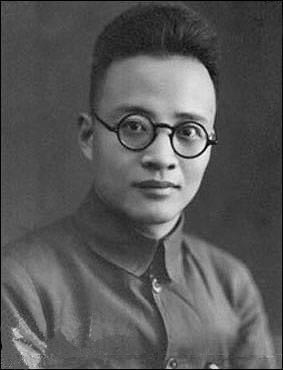
Qin Bangxian ou Bo Gu (en poste : 1931-1935) 5e secrétaire général
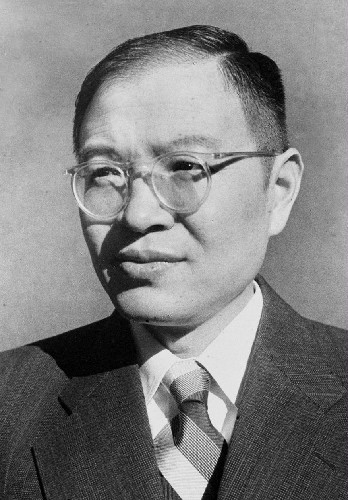
Zhang Wentian (en poste : 1935-1943) 6e secrétaire général
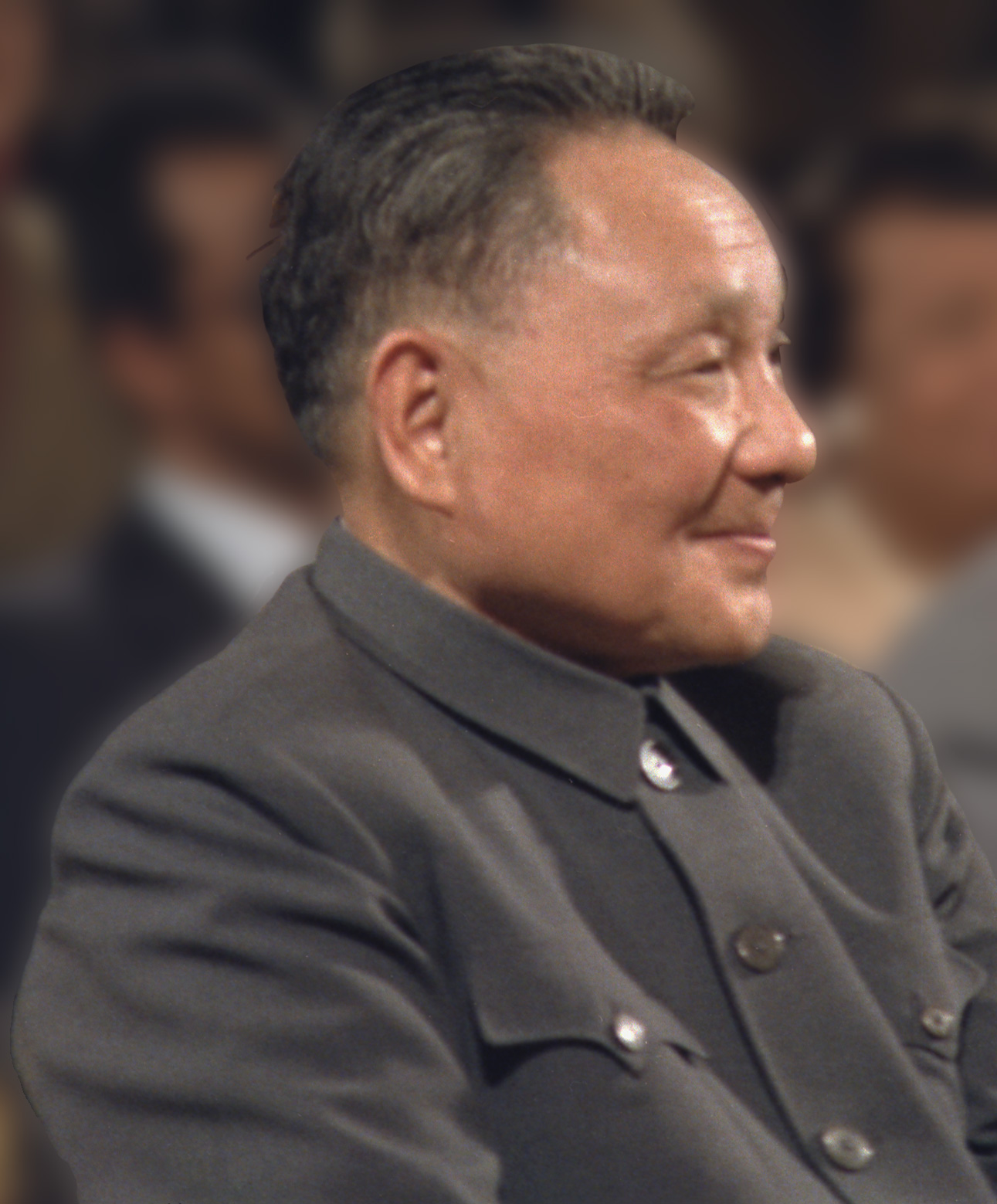
Deng Xiaoping (secrétaire général en poste : 1956-1967) poste supprimé ensuite jusqu'en 1980
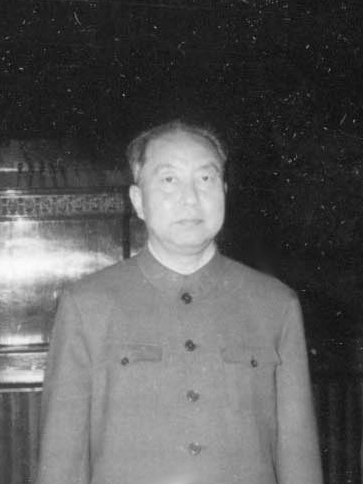
Hua Guofeng en poste : 1976-1981 Président du PCC poste supprimé en 1982
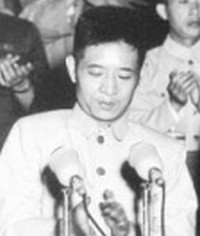
Hu Yaobang (en poste : 1980-1987) nommé secrétaire général en 1980 ; cumule les postes de président et de secrétaire général en 1981-1982 ; poste de président supprimé ensuite
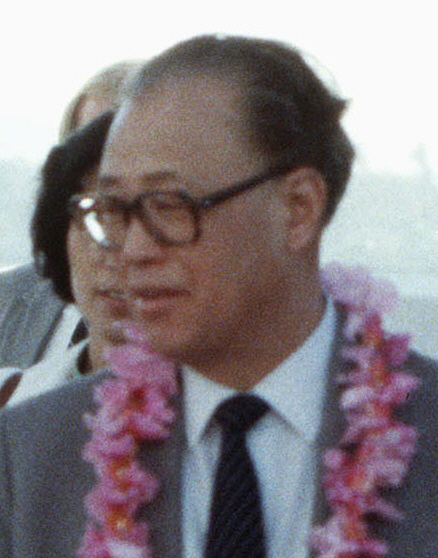
Zhao Ziyang (en poste : 1987-1989[43])
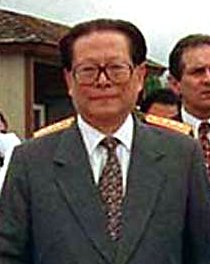
Jiang Zemin (en poste : 1989-2002)
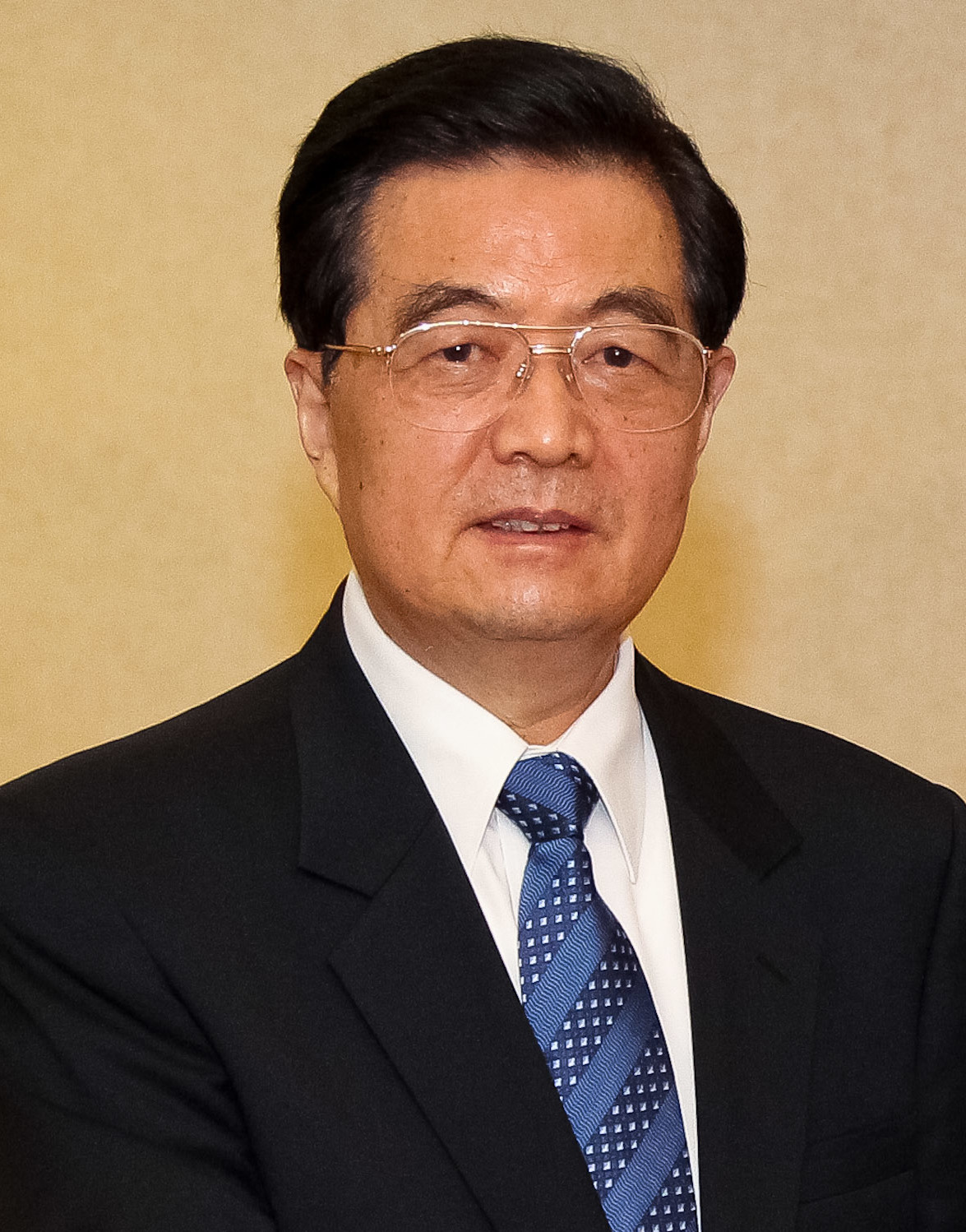
Hu Jintao (en poste : 2002-2012)
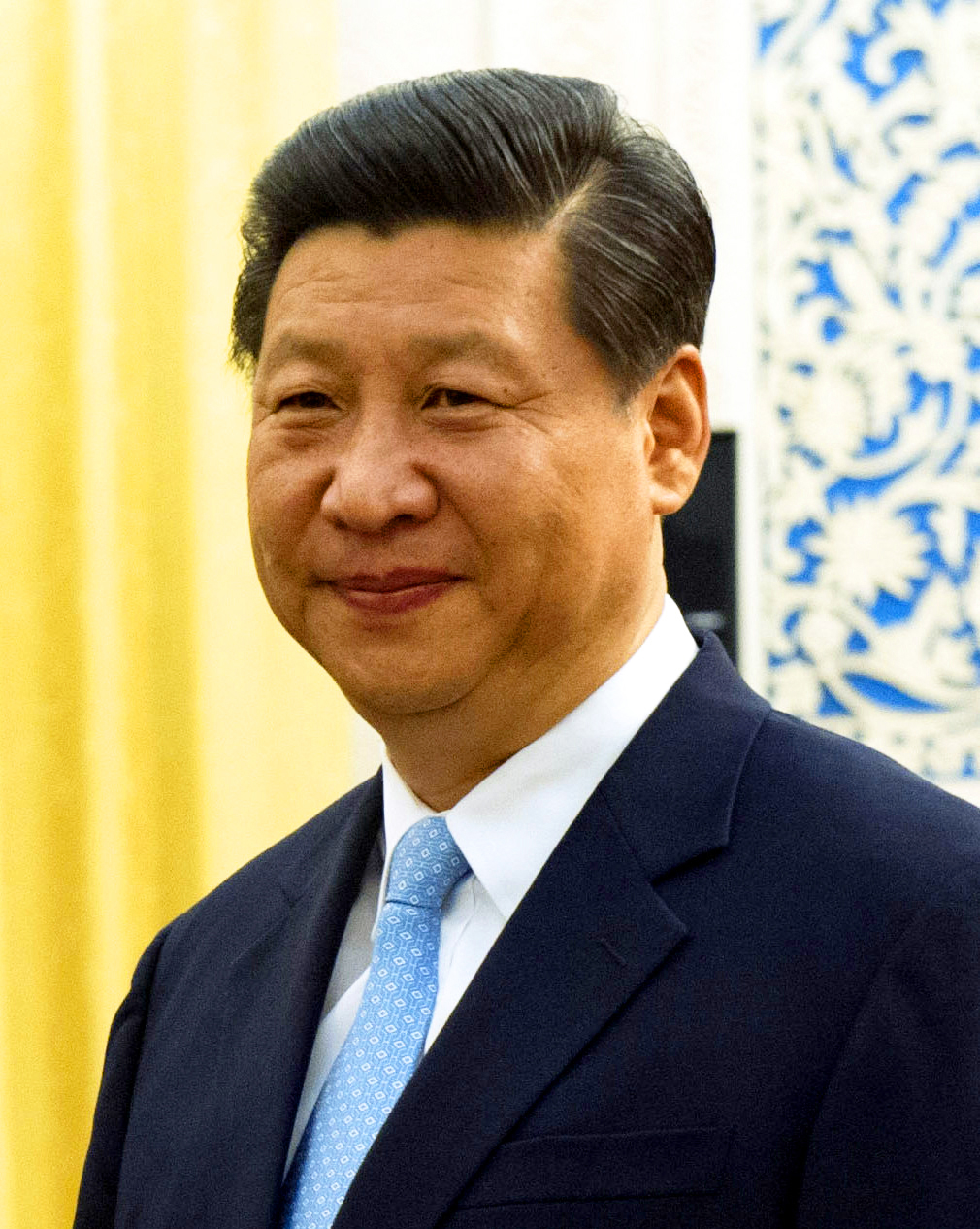
Xi Jinping (en poste : depuis 2012)

### Recrutement et ascension des membres
Les enfants de communistes ont une place assurée dans le Parti, mais les intellectuels et les jeunes diplômés sont aujourd'hui courtisés pour qu'ils rejoignent le Parti. Il s’agit de construire le « parti de l’excellence ». Ainsi le recrutement dans les universités chinoises ou étrangères est privilégié, État et Parti étant indissociables, il est nécessaire d'y placer l'élite du pays.
Dès que les membres du Parti doivent occuper des fonctions importantes, à l’échelon central ou en province, ils doivent suivre les formations de l'école centrale du Parti communiste chinois.

### Différentes factions
Les 28 bolcheviks étaient un groupe d’étudiants chinois qui étudièrent à l’université Sun Yat-sen de Moscou entre la fin des années 1920 et le début 1930. L’université avait été fondée en 1925 comme sous-produit de la politique d’alliance entre l’Union soviétique et le fondateur du Kuomintang, Sun Yat-sen. Bien que cette université n’ait duré que cinq ans, elle a eu une influence importante sur l’histoire moderne chinoise, car ce fut là que furent formés beaucoup de personnalités politiques, et parmi eux les plus célèbres ont formé le groupe des vingt-huit bolcheviks/vingt-huit bolcheviks et demi. Ce groupe d’étudiants était des orthodoxes de la politique marxisme-léninisme.
En 1954, Gao Gang, pensant être soutenu par Mao Zedong, prône l'accélération du passage au socialisme contrairement à Liu Shaoqi et l'entourage politique de Mao. Mais ce dernier lui retire son soutien et le fait mettre en accusation par le Comité central. Deng Xiaoping, qui fait là ses premières armes au sommet du Parti, se charge de la manœuvre. Gao Gang est accusé d'« activités fractionnelles » et de « complot contre le comité central ». Selon la « version officielle » Gao Gang se suicide en août 1954.
Dans les années 1980, est apparue une « faction réformatrice éclairée », appelée faction de la Ligue des jeunesses communistes ou Tuanpai, disposant du pouvoir de décision, qui préconisait la mise en œuvre des réformes politique et économique au même rythme. Les deux secrétaires généraux « éclairés » du PCC, Hu Yaobang et Zhao Ziyang, « agirent en fonction de la volonté du peuple chinois », ils marginalisèrent la faction conservatrice et mirent fin aux courants gauchistes. Ils proposèrent un début de démocratisation politique. Mais ce mouvement démocratique n'était pas mûr et n'a pas fait preuve de la résolution et de l'habilité politique nécessaires. La faction des durs du parti, représentée par Deng Xiaoping, a éliminé les membres de la faction éclairée considérés comme des traitres.
Xi Jinping, secrétaire général du Parti depuis novembre 2012 et président de la République depuis mars 2013 est présenté comme le chef de la faction des princes rouges. L'ancien secrétaire général Hu Jintao est qualifié de chef de file de la faction Qinghua.
Xi Jinping, fut le patron du Parti communiste à Shanghai. Cette métropole abrite les représentants de la faction de Shanghai menée par l'ancien secrétaire général Jiang Zemin. Les membres de cette faction privilégient le développement économique des zones côtières de la Chine et les industries d'exportation.
En mars 2013, Li Yuanchao, un proche de Xi Jinping est élu à la vice-présidence de la République contre Liu Yunshan, candidat de l'ancien secrétaire général Jiang Zemin.
Martine Bulard indique que les princes rouges occupent des postes au sein de l’appareil, mais sont essentiellement à la tête des grands groupes publics ou semi-publics. Ils seraient en compétition avec les responsables communistes aux origines sociales modestes, provenant des provinces intérieures et formés à la Ligue de la jeunesse communiste,.

### Rapports entre l'armée et le parti
L'Armée populaire de libération fut fondée sous le nom d'Armée rouge chinoise par le Parti communiste chinois le 1er août 1927 au tout début de la guerre civile qui l'opposa au Kuomintang. Après la seconde guerre sino-japonaise (1937-1945), les troupes communistes furent rebaptisées Armée populaire de libération.
L'armée est placée sous l'autorité d'une commission militaire centrale, dépendante du comité central et donc du parti communiste chinois. Ainsi celui-ci assure son contrôle sur les forces armées.
La sinologue Marie-Claire Bergère indique que le régime chinois trouve son ultime recours dans les forces armées, « comme tous les régimes autoritaires ». Ainsi en 1989, lors des manifestations de la place Tian'anmen, l'armée intervient après des semaines de négociation, « écrase les manifestants » et met un « terme brutal » aux demandes de libéralisation politique.

### Rapports entre l'économie et le parti
En 2013, selon un rapport de l'Institut Hurun, l'Assemblée nationale populaire compterait dans ses rangs 83 délégués milliardaires, dont Zong Qinghou, l'homme d'affaires le plus riche de Chine. Selon le Consortium international pour le journalisme d'investigation, 20 000 Chinois seraient impliqués dans des compagnies offshore basées dans les paradis fiscaux. En particulier des membres des familles du secrétaire général Xi Jinping, de l'ancien Premier ministre Wen Jiabao, de Deng Xiaoping, de l'ancien Premier ministre Li Peng, de l'ancien secrétaire général Hu Jintao, de Peng Zhen (un des huit immortels du Parti communiste chinois) mais aussi de grands responsables économiques comme Ma Huateng, Yang Huiyan, Huang Guangyu, Wei Jianghong (en), Zhang Xin.

### Autres partis politiques
Huit autres partis politiques sont officiellement reconnus, mais seul le Parti communiste a vocation à diriger le pays[réf. nécessaire]. Ces groupements politiques dits « partis démocratiques » ont pour vocation à participer à l'administration des affaires chinoises, il s'agit d'une « coopération multipartite et de la consultation politique », le Parti communiste chinois en assurant la direction.
L'universitaire Stéphanie Balme considère ces « petits partis politiques démocratiques » comme une « pure vitrine de pluralisme institutionnalisé ».
En 2014, Xi Jinping affirme que le multipartisme n'a pas fonctionné en Chine. Le Parti communiste doit rester au pouvoir. Si les petits partis sont tolérés, ils ont bien un rôle « accessoire et simplement consultatif ».

### Contrôle idéologique
Après les troubles au Tibet en mars 2008, le Parti communiste chinois engage une campagne d’éducation politique pour « assurer la cohésion des dirigeants et des masses ».
En 2014, un « examen idéologique » est instauré par le Parti communiste afin de « contrôler » l'ensemble des journalistes. Ces derniers doivent connaître des règles essentielles, par exemple « il est absolument interdit à des articles publiés de faire état de commentaires contredisant la ligne du Parti communiste chinois. » Ou encore « la relation entre le parti et les médias est celle du dirigeant et du dirigé ».
Xi Jinping aurait rédigé un texte, connu sous la dénomination « Document numéro 9 », où il s'oppose à « la démocratie constitutionnelle occidentale et aux droits de l’homme ». Les points de vue contraires au Parti communiste chinois ou à sa ligne politique sont interdits et ne peuvent pas être publiés. Xi Jinping détermine « sept périls parmi lesquels « la démocratie constitutionnelle occidentale », les « valeurs universelles » des droits de l’homme, la « société civile », la « liberté de la presse » et le « néolibéralisme » »,. Ce « Document numéro 9 » permet à Xi Jinping de stopper, aussi bien au sein du Parti communiste que dans la société chinoise, les velléités de promouvoir une libéralisation du système politique.
En 2019, l'organisation non gouvernementale Reporters sans frontières classe la Chine, en matière de liberté de la presse, à la place 177 sur les 180 pays présentés. L’ONG indique que les médias sont sous le contrôle du Parti communiste.
En septembre 2019, le Bureau politique du Comité central du Parti communiste chinois présente une réflexion sur l’éducation patriotique en Chine. Celle-ci doit permettre aux Chinois de comprendre la « nature du rêve chinois, d'inspirer son amour du Parti, du pays et du socialisme, et de réunir le grand élan du renouveau national ». La jeunesse chinoise est particulièrement concernée par cette éducation.

### Religion
En 2016, Yu Zhengsheng indique que les retraités du Parti communiste chinois et de la fonction publique ne doivent pas pratiquer une activité religieuse.

### Féminisation
En 2021, les femmes comptent pour 27,9 % des 92 millions de membres du PCC. Sun Chunlan est la seule femme membre du bureau politique du parti (le 19e) ; elles sont seulement six à y avoir siégé depuis 1949 (les premières furent Jiang Qing et Ye Qun en 1969, au sein du 9e Bureau politique et l'avant-dernière Liu Yandong, au sein du 18e Bureau politique). Par ailleurs, aucune n'a jamais siégé dans le comité permanent dudit Bureau politique, regroupant les sept personnes dirigeant réellement le pays.
Lors du 20e congrès national du Parti communiste chinois, en octobre 2022, aucune femme ne figure parmi les 7 membres du Comité permanent du bureau politique et les 24 membres du Bureau politique. Dans l'échelon inférieur, le Comité central, les femmes sont au nombre de 11 sur un total de 205 membres soit 5,4 %,.

### Nombre de membres
En 1989, le journal officiel Beijing Information (voir Beijing Review) indique que le Parti comprend 47,7 millions de membres dont 7,7 % d'illettrés, 34,8 % ont une formation primaire et 28,5 % qui ont un niveau secondaire. La proportion des diplômés du supérieur n'est pas indiquée.
En 2011, le parti compte 80,6 millions de membres ce qui en fait à cette date le plus grand parti au monde. En 2015, il compte 87,79 millions d'adhérents et 95,148 millions à la fin de 2021,. Toutefois, le Bharatiya Janata Party indien, en 2015, compte plus de 110 millions de membres prenant ainsi la place de plus grand parti du monde.
Fin décembre 2024, le parti compte 100,3 millions de membres.

## Corruption
Pour l'universitaire Barthélemy Courmont, la corruption a toujours touché l’administration centralisée chinoise, certains responsables locaux profitant de l’éloignement géographique pour « se sentir hors de tout soupçon ». L’histoire de la Chine impériale oscille entre un pouvoir central se renforçant et une population n’hésitant pas à se soulever quand les responsables étaient jugés illégitimes.
En 1996, le sinologue Jean-Pierre Cabestan considère que le Parti communiste chinois est « miné par la corruption et la tentation de l’enrichissement facile ».
À partir des années 2000, la lutte contre la corruption interne au parti apparaît comme une des priorités officielles des dirigeants du PCC.

### Nature de la corruption
Dans son ouvrage La Chine m'inquiète de 2008, le sinologue Jean-Luc Domenach indique que la Chine est dirigée par une « aristocratie dangereuse ». Cette aristocratie est issue des plus hauts rangs du Parti communiste chinois de l'après-Mao. Elle fonctionne par clan familial. Dans de nombreux cas, ce sont « les épouses, les maîtresses ou les parents qui négocient et récoltent les sommes demandées ». Avec la position politique de leur chef, des grandes familles « disposent d'un accès privilégié aux gros postes et à la richesse ». 8 371 membres et cadres du Parti communiste chinois selon une source de Hong Kong et 4 000 fonctionnaires selon une source japonaise ont quitté le pays en emportant 50 milliards de dollars.
Selon l’agence économique Bloomberg LP, les 70 plus riches députés de l’Assemblée populaire, presque tous membres du Parti communiste chinois, possèdent une fortune cumulée de 69,9 milliards d’euros. Le journaliste et historien Yang Jisheng, ancien membre du Parti communiste chinois, considère que la corruption en Chine atteint un tel niveau qu'il existe « une haine populaire très forte à l’égard des fonctionnaires et des riches ». Avec les révélations d'octobre 2012 sur la fortune du Premier ministre Wen Jiabao, de nombreux Chinois sont convaincus que la nomenklatura communiste « bénéficie d'une vie dorée et de nombreux privilèges, dans un climat d'impunité ». Pour la blogosphère chinoise, des faits divers, comme celui de l'incident de Li Gang en 2010 ou pour l'affaire de Ling Jihua dont le fils est mort en 2012, seraient représentatifs de « l'impunité dont bénéficient les riches et les puissants, ainsi que leurs enfants »,.
La journaliste Laure de Charette, dans un article évoquant le prochain procès du prince rouge Bo Xilai (fils de Bo Yibo, un des huit immortels du Parti communiste), affirme qu'un audit commandé par les autorités chinoises indiquerait que 20 % du budget de l’État chinois est détourné annuellement. En 2010, 140 000 enquêtes concernant des cadres du Parti communiste et des fonctionnaires de l’État ont été engagées.

### Lutte contre la corruption
En 1951, la campagne des trois-anti s'ouvre après avoir été mise en pratique en Mandchourie par Gao Gang. Il s'agit de « redresser les cadres hérités de l'ancien gouvernement » et de préserver les nouveaux cadres contre les tentations du pouvoir et surtout les deux tentations contradictoires « l'autoritarisme » et « le laisser-aller » qui éloignent les masses du Parti. Ce mouvement d'éradication qui se concrétise par des emprisonnements et des exécutions se prolonge jusqu'en avril 1952. La campagne des cinq anti prend le relais. Il s'agit alors d'éliminer la corruption, la fraude, l'évasion fiscale, le détournement des biens de l'État et l'obtention illégale des secrets économiques.
En 2002, le nouveau secrétaire général Hu Jintao déclare « Si on ne lutte pas contre la corruption, les liens de chair et de sang entre le Parti et le peuple en souffriront beaucoup, et le Parti risquera de perdre son pouvoir ou même d'aller à l'autodestruction ». Dix ans plus tard, à l'occasion du XVIIIe congrès national du Parti communiste chinois, qui se tenait du 8 au 14 novembre 2012, Hu Jintao a de nouveau dénoncé la corruption comme une menace qui pourrait détruire l'État et le Parti communiste chinois.
Lutte contre la corruption et lutte entre factions rivales sont intimement liées.
Dès 1995, l'ancien maire de Pékin, Chen Xitong, est condamné à seize ans de prison pour corruption. Toutefois, en 2012, il dit avoir été victime d'une purge politique et indique que la supposée corruption n'était qu'un prétexte. Sa chute s'expliquerait par son conflit politique avec le secrétaire général Jiang Zemin). L'ancien numéro un du Parti à Shanghai, Chen Liangyu, a été condamné à dix-huit ans de prison en 2008 lui aussi pour corruption. Bo Xilai, ministre du Commerce de la république populaire de Chine de 2004 à 2007 et secrétaire du Parti communiste chinois de Chongqing a été destitué de cette fonction en mars 2012. Bo Xilai a été « accusé officieusement de corruption ». Sa femme Gu Kailai a été condamnée à la peine de mort avec sursis le 20 août 2012 pour avoir tué l'homme d'affaires britannique Neil Heywood pour son mari. Lors de son procès qui se tient en août 2013, Bo est condamné à la prison à vie.
Mao Yushi estime que l'affaire Bo Xilai a le mérite de montrer au grand jour les luttes entre les factions rivales. Marie-Claire Bergère considère que la lutte contre la corruption fait partie de l'arsenal des luttes entre factions du Parti communiste. La chute de Chen Xitong correspond à l'effacement de son protecteur Deng Xiaoping et l'affirmation du pouvoir de Jiang Zemin. De même l'affaire de Chen Liangyu correspond à la période de lutte d'influence entre Jiang Zemin et son successeur Hu Jintao. Une fois que la stabilité est acquise à la tête du parti, les réseaux peuvent de nouveau fonctionner et la corruption se développe alors sans opposition.
Dès son élection en novembre 2012, Xi Jinping s'engage à réprimer la corruption qui sévit au sein du Parti communiste. Selon Zhu Lijia, professeur de l'Académie des sciences politiques, « jusqu'à preuve du contraire, cette campagne n'est rien d'autre à mes yeux qu'une opération de relations publiques ».
Li Jianguo, membre du bureau politique du Parti communiste depuis novembre 2012, ferait l'objet d'une enquête engagée par les autorités chinoises. Li Jianguo a intégré le Politburo en novembre 2012. Depuis 1995, trois membres du bureau politique ont été mis en cause dans des affaires de corruption en Chine,. Divers observateurs considèrent que la campagne anticorruption permet à Xi Jinping d'éliminer certains opposants politiques, comme se serait le cas pour Zhou Yongkang.
La mise en place du système de crédit social par le Conseil des affaires de l'État de la république populaire de Chine répond, entre autres, à la volonté de lutter contre la corruption.

### Tribunaux et prisons spécifiques
Les enquêtes et les poursuites judiciaires des cadres qui sont soupçonnés de corruption sont menées en toute confidentialité dans un système totalement différent du droit commun et des tribunaux chinois (soumis à l'influence des cadres locaux). L'avocat Pu Zhiqiang, avant son arrestation en mai 2014, est intervenu dans la défense de membres du Parti communiste ayant subi des tortures dans le cadre d'enquêtes sur des allégations de corruption.
Les cadres du Parti communiste chinois, condamnés essentiellement pour corruption, sont emprisonnés dans des prisons de luxe comprenant terrains de basket-ball, bars, pistes d'athlétisme, cellules de 20 m2… Le Parti justifie ces aménagements par le besoin de rééduquer les cadres condamnés.

## Communication

### Média du Parti
- Le Quotidien du peuple (人民日报, Renmin Ribao) est l'organe central du Parti communiste chinois. Le Global Times (chinois simplifié : 環球時報 ; chinois traditionnel : 环球时报 ; pinyin : Huánqiú Shíbào) est un tabloïd paraissant quotidiennement. Le journal suit la ligne éditoriale du Quotidien du Peuple[108], tout en se spécialisant dans l'actualité internationale.
- Qiushi (« Rechercher la vérité ») est un magazine bimensuel publié par le Comité central du Parti communiste chinois[109].
- La Télévision centrale de Chine dépend directement du Parti communiste chinois[110],[111].

## Contestation
Toute contestation du parti au pouvoir est sévèrement prohibée, particulièrement durant la révolution culturelle. Pendant des années, des manifestations sporadiques restent réprimées avec force par le régime en place : le massacre de la place Tian'anmen en 1989 est un exemple d'une telle répression. Depuis la fin des années 2010, des mouvements de contestation plus structurels apparaissent au sein de la population chinoise : la crise de Hong Kong, en 2019-2020, illustre un rejet total, par une grande partie du peuple, de la mainmise politique du parti sur l'ancienne colonie britannique. De manière plus symbolique, le journal l'Express publie en juin 2020 un article indiquant qu'une ancienne star du football ose défier le régime en demandant, sur une vidéo, le renversement du parti.

## Opérations d’influence à l’étranger
Un rapport de l'International Forum for Democratic Studies de 2017 a popularisé le terme de « sharp power » pour désigner les opérations menées par le Parti communiste chinois à l’étranger. Contrairement au « soft power », ce « sharp power » vise à « percer, pénétrer ou perforer les environnements politiques et informationnels des pays cibles »,. Dans son rapport de 2021, l’IRSEM, à l’instar de J. Michael Cole parle de « guerre politique » ou d’« opérations d’influence ». L’objectif de ces opérations est d’empêcher toute critique du PCC (notamment sur les Ouïghours, Tibétains, Falun Gong, militants pro-démocratie et Taïwan) et de promouvoir le discours de l’émergence pacifique de la Chine.

### Historique
Les pays occidentaux ont longtemps fait preuve d’une certaine naïveté vis-à-vis du Parti communiste chinois et de sa thèse de l’« émergence pacifique » et d’une trop grande confiance dans le modèle démocratique. Ainsi pensait-on que le régime chinois finirait par se libéraliser. Cette situation a permis au PCC de créer un réseau d’influence dans le monde entier au travers de relations économiques, culturelles et du contrôle d’instances internationales et de médias.
Depuis la loi sur le renseignement national de 2017, les ressortissants et les entreprises chinoises sont tenus de collaborer avec les services secrets chinois, ce qui en fait de potentiels informateurs voire espions. Cette loi marque le début d’une nouvelle agressivité croissante du PCC vis-à-vis de l’étranger,.

### Cibles
Plusieurs cibles sont visées : les Chinois vivant à l’étranger, les communautés chinoises d’outre-mer, les opinions publiques du reste du monde, et in fine la population intérieure de la Chine afin de garantir la stabilité du régime,.

### Acteurs
Les acteurs de ces opérations sont variés. Cinq entités du PCC y jouent un rôle important : le département de la propagande, le département du Travail de Front uni, le département des liaisons internationales, la Ligue de la jeunesse communiste et le Bureau 610. On trouve également deux structures étatiques : le ministère de la Sécurité de l’État et le bureau des Affaires taïwanaises. L’Armée populaire de libération (APL) joue également un rôle important dans ces opérations en tant que bras armé du PCC.

### Moyens
Les données nécessaires à ces opérations d’influence sont collectées en combinant deux approches : la « collecte de masse » et le « ciblage spécifique ». Les données peuvent ainsi être collectées par l’espionnage, les cyberattaques, la construction d’infrastructures et les nouvelles technologies en utilisant les entreprises publiques et privées chinoises.
Un exemple d’utilisation des infrastructures est le siège de l’Union africaine, construit en 2012 par la China State Construction Engineering Corporation. Il s’est avéré être truffé de micros et ses systèmes informatiques équipés de portes dérobées.
Les nouvelles technologies sont également utilisées avec les plateformes WeChat, Weibo, TikTok, Baidu et l’entreprise Huawei.